# Ottmar Deutsch
Ottmar Deutsch (* 11. listopadu 1941) je bývalý slovenský fotbalista, obránce.

## Fotbalová kariéra
V československé lize hrál za Inter Bratislava. Nastoupil ve 168 ligových utkáních. Za juniorskou reprezentaci nastoupil v 1 utkání.

## Ligová bilance
| Ročník                                   | Zápasy | Góly | Klub                |
| ---------------------------------------- | ------ | ---- | ------------------- |
| 1. československá fotbalová liga 1962/63 | 3      | 0    | Slovnaft Bratislava |
| 1. československá fotbalová liga 1963/64 | 5      | 0    | Slovnaft Bratislava |
| 1. československá fotbalová liga 1964/65 | 23     | 0    | Slovnaft Bratislava |
| 1. československá fotbalová liga 1965/66 | 4      | 0    | Inter Bratislava    |
| 1. československá fotbalová liga 1966/67 | 25     | 0    | Inter Bratislava    |
| 1. československá fotbalová liga 1967/68 | 26     | 0    | Inter Bratislava    |
| 1. československá fotbalová liga 1968/69 | 26     | 0    | Inter Bratislava    |
| 1. československá fotbalová liga 1969/70 | 24     | 0    | Inter Bratislava    |
| 1. československá fotbalová liga 1970/71 | 4      | 0    | Inter Bratislava    |
| 1. československá fotbalová liga 1971/72 | 29     | 0    | Inter Bratislava    |
| CELKEM                                   | 168    | 0    |                     |